# Lithophane atincta
Lithophane atincta là một loài bướm đêm trong họ Noctuidae.